# Eva (película)
Eva es una película sueca de 1948 dirigida por Gustaf Molander y escrita por Ingmar Bergman.

## Elenco
- Birger Malmsten - Bo
- Eva Stiberg - Eva
- Eva Dahlbeck - Susanne
- Åke Claesson - Fredriksson
- Wanda Rothgardt - Mrs. Fredriksson
- Hilda Borgström - Maria
- Stig Olin - Göran
- Inga Landgré - Frida
- Olof Sandborg - Berglund
- Carl Ström - Johansson
- Sture Ericson - Josef Friedel
- Lasse Sarri - Bo (12 años)
- Anne Carlsson - Marthe

- Datos: Q3061212